# Pin (plante)
Pinus
Pour les articles homonymes, voir Pin et Bois chandelle.
« Pins » redirige ici. Pour les épinglettes, voir Pin's.
Genre

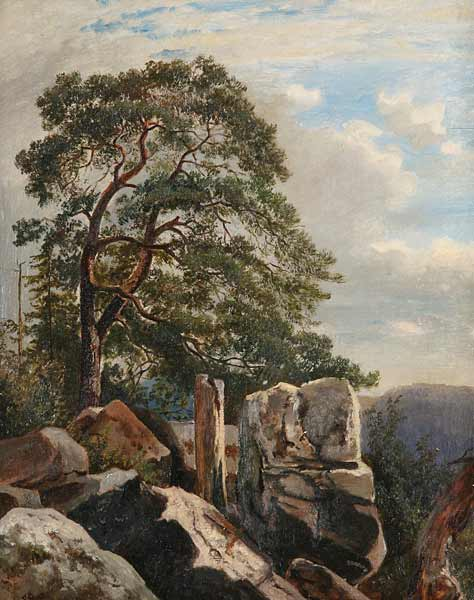
Alois Kirnig.

« Pin » est la désignation générique des conifères appartenant au genre Pinus, de la famille des Pinacées. En Haïti, ils sont appelés « bois chandelle » ou « bois pin ».
Ce sont des résineux à feuilles en aiguilles groupées en faisceaux par 2, 3 ou 5 et dont les fructifications sont des cônes constitués d'écailles à l'aisselle desquelles on trouve les graines. Ce genre est de loin le plus important des conifères. Au moins 111 espèces ont été décrites, parmi lesquelles beaucoup sont des essences forestières importantes. Plusieurs espèces, introduites hors de leur habitat naturel sont localement devenues envahissantes.
Les espèces du genre Pinus sont les arbres les plus répandus dans le monde, essentiellement dans l'hémisphère nord bien que souvent naturalisés dans l'hémisphère sud.
D'autres espèces de conifères sont appelées improprement « pins » alors qu'elles ne font pas partie du genre Pinus. C'est le cas du pin d'Oregon, plus souvent appelé « sapin de Douglas » en Europe, qui n'est en fait ni un pin ni un sapin mais un membre du genre Pseudotsuga ; un autre exemple en est le Wollemia nobilis, une espèce d'Araucariaceae, qui est également appelée improprement « pin de Wollemia ».

## Morphologie

### Stature
En général, les pins sont des arbres de grande taille à croissance monopodiale, comme la plupart des autres conifères. Seules quelques espèces manquent de dominance apicale, comme Pinus sabiniana en Californie. D'autres peuvent également être trouvés sous forme de buissons quand ils vivent dans des environnements difficiles.
Quatre espèces - toutes originaires de Californie ou du Nord-Ouest des États-Unis - peuvent atteindre 60 m de haut, et l'une d'elles (Pinus lambertiana) peut aller jusqu'à 75 mètres. Quelques espèces cependant n'atteignent que des tailles modestes, en raison des conditions extrêmes où ils vivent; on note en particulier le groupe des Pins à pignons (sous-genre Strobus, section Parrya, sous-section Cembroides) ainsi que les arbres vivant proche de la limite des arbres. Ces derniers peuvent cependant atteindre une hauteur normale si on les plante dans de meilleures conditions.
De manière générale, l'allure générale des pins est hautement variable. Non seulement les espèces sont différentes les unes des autres mais en plus les divergences entre individus d'une même espèce peuvent être importantes. La plasticité morphologique des pins est plus importante que celle d'autres genres de la famille des pinacées.

### Longévité
Un grand nombre d'espèces de Pins peuvent vivre très longtemps. Une douzaine d'espèces peuvent atteindre 1000 ans. En particulier, Pinus aristata et Pinus longaeva peuvent vivre jusqu'à 5000 ans, et on soupçonne Pinus balfouriana de pouvoir en faire autant.

Le grand âge que peuvent atteindre ces arbres en ont fait un objet d'étude de choix pour la dendrochronologie; ce furent d'ailleurs les premiers arbres à être utilisés par Andrew Douglas pour comprendre le climat des derniers millénaires.

### Branches et feuilles

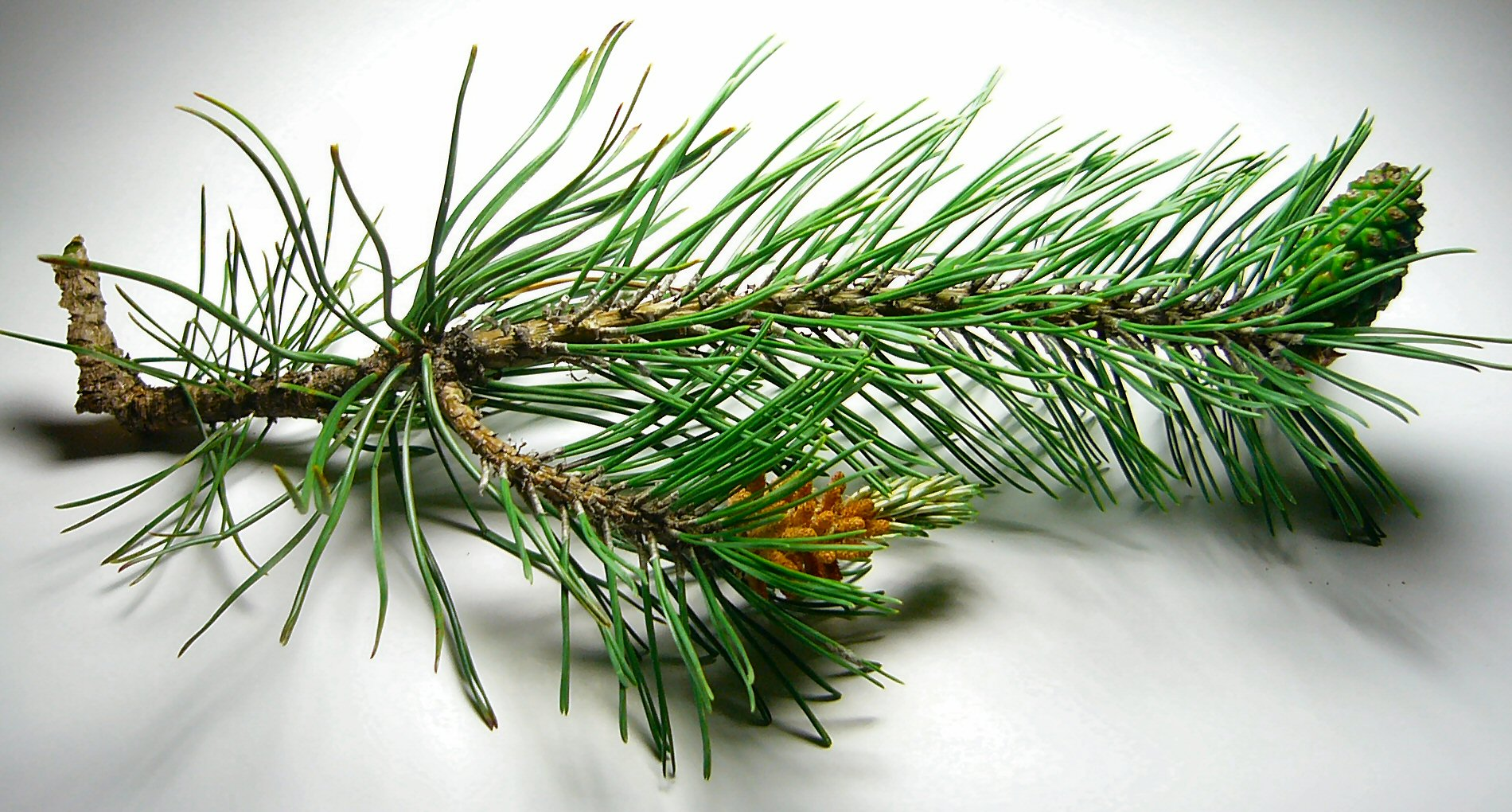
Branche et cônes de pin.

Les pins, comme beaucoup d'autres conifères, ont des feuilles en forme d'aiguilles plus ou moins piquantes, souvent d'un vert foncé, et qui sont persistantes. Appelées aiguillons, leur durée de vie varie selon les espèces (généralement de 3 à 7, 8, 10 ou 14 ans, voire plusieurs décennies selon l'essence et les conditions écologiques).
Les pins sont caractérisés par un extrême dimorphisme de leurs rameaux, ce qui les distingue des autres genres de la famille des Pinacées. Un premier type de rameau long (appelé auxiblaste), ne porte que des feuilles stériles en forme d'écailles, qu'on appelle les euphylles (le terme désuet d'euphylle signifie littéralement « vraie feuille »). Ces véritables feuilles brunâtres, apprimées contre les jeunes rameaux qu'elles masquent pratiquement et totalement incapables d'assurer la photosynthèse. Ces branches permettent à l'arbre de s'étendre horizontalement.
Le deuxième type de rameau est de taille très réduite ; ce rameau nain (ou brachyblaste (es)) ne croît pas au-delà de quelques centimètres. On trouve à leur extrémité un unique groupe d'aiguilles, qu'on appelle un fascicule d'aiguilles. Ces fausses-feuilles (ou pseudophylles) qui réalisent la fonction de la photosynthèse ne sont que les prolongements chlorophylliens sous-tendus par des cataphylles plus minces que ceux des branches stériles, mais celles-ci fusionnent pendant la croissance des aiguilles pour former une gaine. Cette gaine peut être caduque ou bien persistante, selon l'espèce.
Le nombre d'aiguilles par fascicule varie selon l'espèce : les pseudophylles sont groupés par 2 (pin sylvestre, pin maritime), 3, ou 5 (pin blanc d'Amérique) (rarement par 1, 4 ou 8). Il varie parfois au sein de l'espèce (notamment pour Pinus ponderosa, Pinus echinata et certains pins mexicains) ; Dans la grande majorité des cas, il fait partie des premiers termes de la suite de Fibonacci, le plus souvent deux, trois ou cinq, rarement une (chez Pinus monophylla) ou 8 (chez Pinus durangensis, qui en a toutefois plus souvent cinq).
Rarement, on les trouve par groupe de quatre[réf. nécessaire].
Les jeunes pousses de nombreux pins (à l'exception des plus toxiques comme le Pin ponderosa, le Pin tordu ou le Pin de Monterey) sont consommées crues, ajoutées aux salades ou à divers plats (desserts…). Le jeune feuillage vert clair à l'extrémité des rameaux a un goût acidulé d'agrume dû à une huile essentielle renfermant du limonène (comme l'essence de citron) qui pourrait constituer un système de défense des arbres contre les herbivores (effet répulsif ou toxique de ce monoterpène contre les larves et les insectes, action fongistatique sur leur microbiote intestinal, réduction de l'oviposition, attraction de parasitoïdes ou de prédateurs de ces insectes). Le feuillage adulte est constitué d'aiguilles trop coriaces pour être mangées, mais elles sont parfois utilisées pour la préparation de sirops, d'infusions (tisane, thé doué de vertus expectorantes et diaphorétiques) ou aromatiser des vins .

### Racines

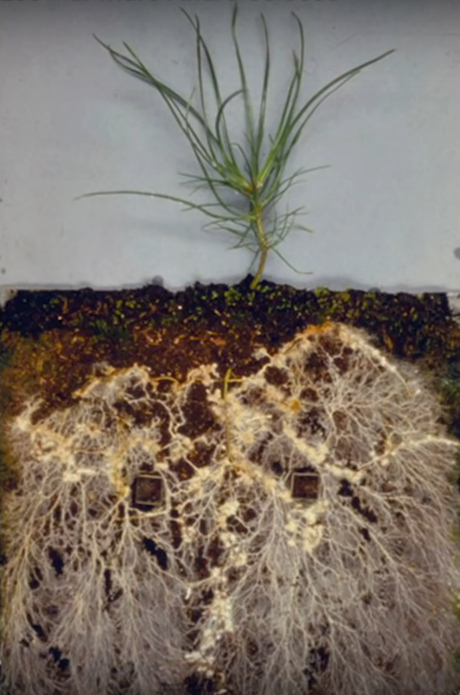
Système racinaire (en jaune, peu visible) d'un jeune plant de pin, ses ectomycorhizes (taches blanches) et le mycélium du champignon (réseau blanc).

Le système racinaire des pins est de type pivotant. La longue racine principale et les latérales permettent à l'arbre de s'ancrer dans le sol. Il se développe rapidement après la germination et fait généralement trois fois la taille de l'appareil végétatif qui est à l'air libre ; cependant il ne fait plus qu'un dixième du poids de l'arbre adulte,.
Pour un article plus général, voir ectomycorhize.
Les pins sont, sans aucune exception, des arbres en association obligatoire avec des champignons (Fungi). Sans eux, ils ne poussent pas. En effet, ils ont une capacité de se nourrir de façon autonome très limitée, les poils absorbants de leurs racines étant quasiment inexistants. Les colons européens des XVIIIe et XIXe siècles le savaient sans le comprendre car la mise en culture de pins dans les colonies africaines pour la construction de bateaux échouait systématiquement si de la terre n'était pas transportée avec les plants depuis l'Europe. C'est le biologiste allemand Albert Frank qui est le découvreur en 1885, à partir de la relation entre la truffe et le chêne, du principe des ectomycorhizes, c'est-à-dire  que le mycélium du champignon forme un manchon autour des racines de l'arbre tout en pénétrant dans leurs cellules externes. En 1894, après des comparaisons entre des pins stérilisés et d'autres ré-inoculés de champignons formant des mycorhizes, il comprend l'effet indispensable et bénéfique de cette association, le champignon apportant eau et sels minéraux grâce à son réseau étendu d'hyphes et l'arbre apportant les glucides grâce à la photosynthèse. Cette symbiose efficace permet aux pins de pousser sur des sols pauvres en nutriments où beaucoup d'autres espèces ne survivraient pas. Les ectomycorhizes, qui sont présentes sur de nombreux arbres de l'hémisphère nord, seraient d'ailleurs apparues avec les pins, il y a 140 millions d’années,.

### Organes sexuels
Les pins sont des gymnospermes, ce qui signifie qu'ils n'ont au sens strict ni fleur, ni fruit, au contraire des angiospermes comme le pommier ou le chêne. La différence fondamentale entre les fleurs véritables de ces derniers et les fausses fleurs des gymnospermes est la présence chez les premières d'une enveloppe (le carpelle) autour des ovules qui se transforme après la fécondation en fruit.
Les structures reproductrices des gymnospermes se trouvent à la surface de feuilles modifiées ressemblant à des écailles (qu'on appelle "sporophylle"). Chez le pin, celles-ci se rassemblent pour former un strobile, que l'on appelle « cône » une fois arrivé à maturité.
Ces cônes sont appelés dans le langage courant « pomme de pin » (ou « pigne », dans les régions occitanes). Les cônes sont soit mâles soit femelles, mais un même individu porte toujours des cônes des deux sexes (les pins sont donc monoïques).
Les strobiles mâles sont situés à la base des nouveaux rameaux. Ils peuvent être situés soit uniquement en dessous d'eux, soit de part et d'autre.
En général il y a peu de différence entre les cônes mâles des différentes espèces. Ils sont constitués de petites écailles (les microsporophylles) assemblés en cônes qui ressemblent à des chatons (ce qui signifie qu'ils sont plutôt longiformes et souples). Chaque microsporophylle porte sur sa face inférieure les organes sexuels mâles qui sont constitués de deux sacs de pollen appelés microsporanges.
Chaque grain de pollen a deux sacs d'air qui lui permettent de bien flotter dans l'air et de se disperser sur des grandes distances. Ces grains de pollen se ressemblent beaucoup entre eux quelle que soit l'espèce et même ressemblent beaucoup à ceux d'autres groupes de la famille des Pinaceae, ce qui rend compliquée l'utilisation de la palynologie pour comprendre la répartition antérieure des pins.

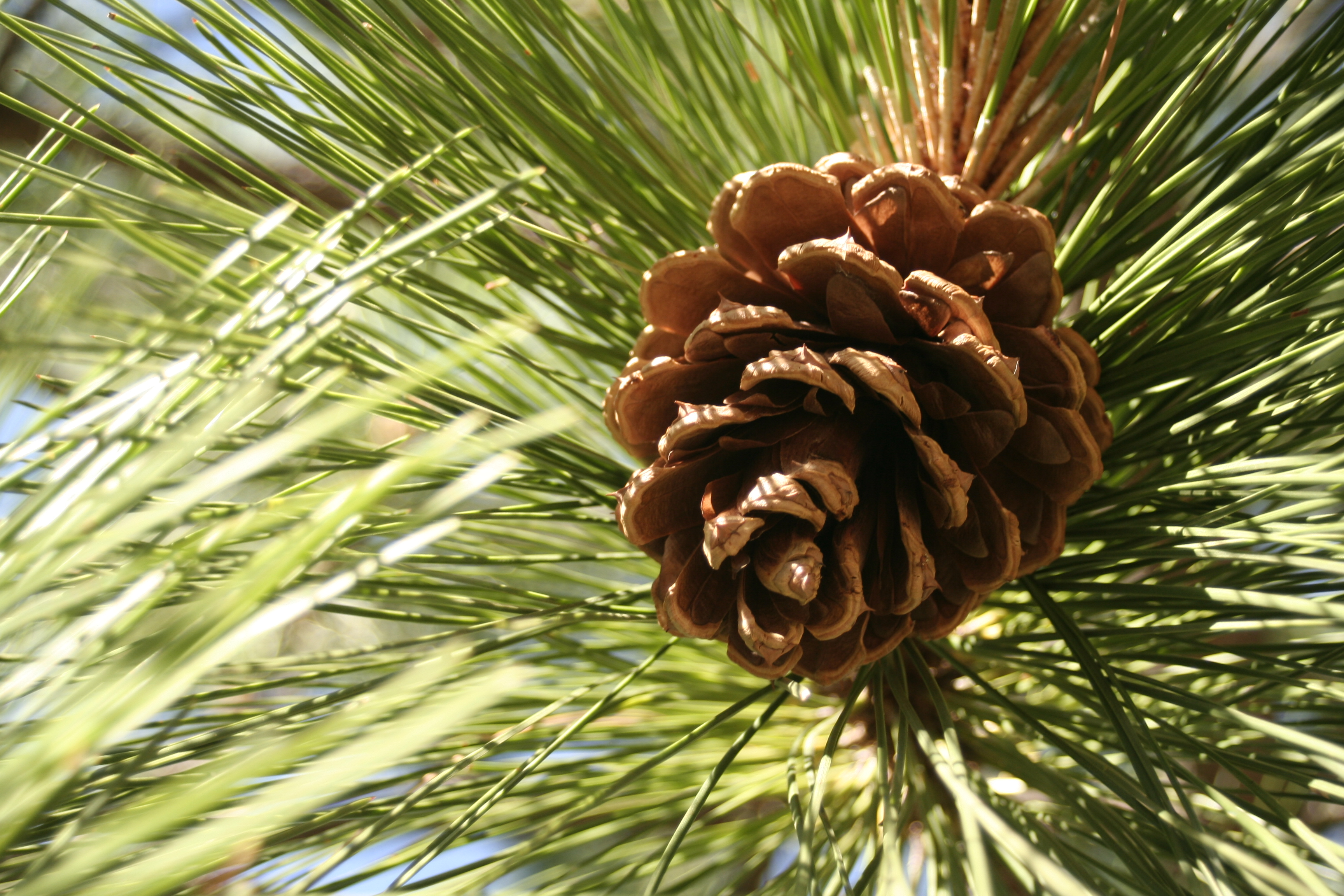
Cône femelle de Pinus ponderosa.

Les strobiles femelles sont situées à l'extrémité de nouveaux rameaux, de part et d'autre de son bourgeon terminal. Dans certains cas ils forment une verticille autour de celui-ci. On les trouve la plupart du temps sur les branches les plus hautes. Ils pointent tout d'abord vers le haut puis se courbent ou bien deviennent tombants.
Contrairement aux microsporophylles, les écailles du cône femelle (macrosporophylles) sont sous-tendues par des bractées. Celles-ci sont au départ plus grandes que les macrosporophylles, mais la relation s'inverse au cours de la maturation, et elles ne sont presque plus visibles sur le cône mûr.
La forme et la taille du cône femelle varient énormément entre les espèces. De manière générale, les espèces qui vivent dans des conditions difficiles ont des cônes plus petits; à peu près le tiers des espèces de Pins ont des cônes de moins de 5 cm de long. Certains sont cependant imposants : le record de taille est de 50 cm de longueur pour Pinus lambertiana et celui de poids est de 2,3 kg pour Pinus coulteri.

## Cycle de vie

### Reproduction
Les écailles des cônes fécondés s'écartent à maturité, libérant les graines. Celles-ci sont munies d'une aile plus ou moins allongée. Les embryons possèdent de 4 à 24 cotylédons (noms donnés aux feuilles embryonnaires). Les premières feuilles apparaissent en dessous et sont suivies par des aiguilles secondaires.
Certaines espèces, dont le pin gris ou le pin tordu latifolié, produisent des cônes qui ne libèrent leurs graines qu'après avoir été soumis à une chaleur intense, comme celle d'un feu de forêt.

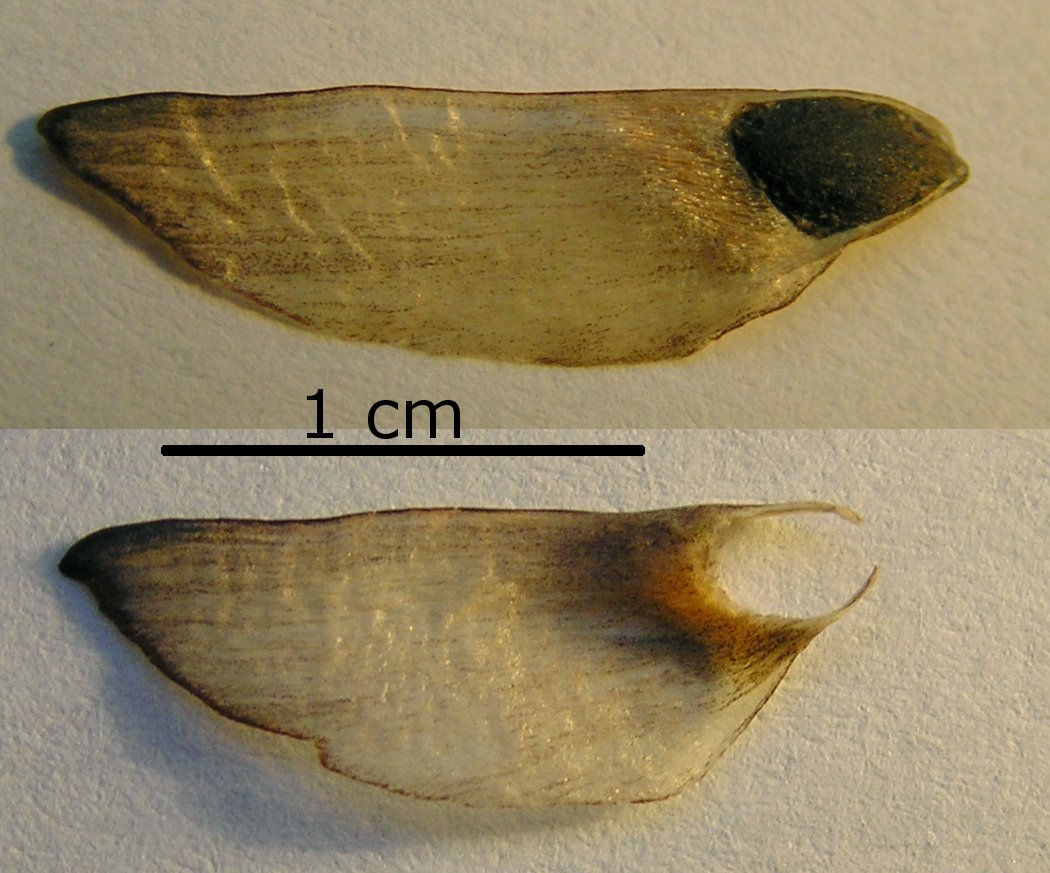
Graine de Pinus sylvestris, muni d'une ailette.

## Écophysiologie

### Lumière
Tout comme la majorité des plantes, les pins sont des organismes photoautotrophe, ce qui signifie qu'ils sont capables d'utiliser la lumière du soleil et le dioxyde de carbone pour synthétiser leurs molécules organiques par un processus appelé la photosynthèse.
Les différentes espèces de plantes ne sont pas égales dans leur capacité à la réaliser. De manière générale, les arbres à feuilles persistantes assimilent moins de carbone par unité de temps et de surface foliaire (ou de masse), et les pins ne font pas exception à la règle.
Au sein du genre Pinus, les vitesses maximales varient entre espèce et entre individus d'une même espèce, cette dernière composante semblant plus importante.
Si une plante reçoit trop peu de lumière, elle n'est plus capable de faire fonctionner son métabolisme correctement et est susceptible de s'affaiblir et de mourir. Par comparaison avec d'autres conifères, les Pins gèrent assez mal ce manque de lumière. Il leur faut par exemple deux fois plus de lumière que les Sapins pour que les molécules organiques synthétisées par la photosynthèse compensent celles consommées par la respiration.
Il leur faut également plus de lumière pour arriver à leur vitesse maximale de photosynthèse. Cela explique le fait que les Pins sont globalement des essences intolérantes à l'ombrage.

## Écologie

### Habitat
Les pins sont des essences sociales de pleine lumière, qui supportent bien la sécheresse, et les sols pauvres et pour plusieurs espèces les embruns salés. Ils peuvent former des peuplements importants, comme les écosystèmes pinifères, mais craignent la concurrence des autres essences quand ils sont plantés hors de leur optimum écologique stationnel [réf. nécessaire].

### Pathologies
Des pins sont victimes de la pollution de l'air et de plusieurs maladies émergentes, dont l'une est causée par un nématode dont l'aire s'étend depuis plusieurs décennies : le nématode du pin (Bursaphelenchus xylophilus).

### Prédateurs
Les papillons de nuit (hétérocères) suivants (classés par famille) se nourrissent de pin :
- métrocampe verte (Geometridae),
- bombyx du pin,
- lunigère (Lasiocampidae),
- la nonne (Lymantriidae),
- méticuleuse,
- processionnaire du pin (Noctuidae),
- isabelle (Saturniidae),
- sphinx du pin (Sphingidae).

## Evolution et biogéographie

### Histoire évolutive
On a retrouvé un grand nombre de fossiles de pins, permettant de formuler des hypothèses sur leur histoire évolutive. Des fossiles appartenant à la famille des Pinaceae apparaissent dès le milieu du Trias et deviennent plus fréquents au Jurassique. La population de cette famille se développe considérablement au début du Crétacé, elle se diversifie en de nombreuses espèces et est alors présente dans tout l'hémisphère nord (Amérique du Nord, Europe, Russie, Asie),.
Le plus ancien fossile identifié comme faisant partie du genre Pinus a été découvert dans le Yorkshire dans des couches géologiques datant du Hauterivien-Barremien (Crétacé inférieur). La découverte de ce Pinus yorkshirensis recule de 5 Ma l'age du premier fossile connu du genre Pinus, le précédent étant le Pinus belgica trouvé en Belgique et daté du Barremien-Aptien,. Les études phylogéniques datent l'apparition des premières espèces du genre Pinus vers -155 Ma (fin du Jurassique). Il serait apparu dans une zone correspondant à l'Europe occidentale et à l'Amérique orientale, régions alors connectées durant le Mésozoïque (Laurasie).
Une première séparation des populations de pins se produit durant le Crétacé, elle donne naissance aux sous-genres Pinus et Strobus. Ces deux populations se répandent là où les angiospermes, alors en pleine expansion, ont plus de difficultés à se développer, les espèces du sous-genre strobus dans les zones de hautes latitudes, les zones montagneuses ou les zones semi-désertiques où la période de croissance est courte, celles du sous-genre Pinus dans les régions soumises aux incendies très fréquents au Crétacé.
A la fin du Crétacé, le genre Pinus s'est considérablement diversifié, il occupe une grande partie des latitudes moyennes de l'hémisphère nord mais la plupart des espèces apparues à cette époque vont disparaître lors de la grande extinction K-Pg (fin du Crétacé, début du Cénozoïque),
A l'Eocène, le climat devient plus tropical, les populations d'angiospermes explosent et les pins résistent principalement aux hautes latitudes au climat plus rigoureux, leur diversité a alors considérablement diminué depuis la fin du Crétacé. À l'Oligocène, le climat évolue vers une aridité plus forte, la végétation angiosperme tropicale recule au profit des pins qui se réinstallent aux latitudes moyennes. Les incendies deviennent plus fréquents de l'Oligocène au Miocène favorisant une nouvelle diversification des pins qui s'adapte aux différentes configuration de feux (le nombre de pins issu d'une évolution liée à l'adaptation aux incendies est estimé à plus de soixante espèces). Les alternances climatiques du Quaternaire accentueront cette diversification donnant naissance aux populations actuelles.
.Les pins du sous-genre Strobus se développent dans les zones montagneuses (Pinus cembra, Pinus sibirica, Pinus albicaulis, Pinus aristata) ou semi-désertiques (Pinus cembroides, Pinus edullis, Pinus monophylla, Pinus quadrifolia) où les incendies sont peu violents. Ils ont généralement des aiguilles courtes et une écorce mince.
Les pins du sous-genre Strobus constituent ainsi les populations principales des forêts sempervirentes boréales et subalpines grâce à leur adaptation à la sécheresse et au froid, en particulier grâce à leurs fines aiguilles (cuticule épaisse, stomates enfoncés dans des puits ou des sillons), à leur endurcissement hivernal (fermeture des stomates, épaississement des tissus) et à la permanence du feuillage qui permet au printemps une assimilation rapide sans attendre le développement de nouvelles aiguilles,.
Les pins du sous-genre Pinus ont évolué en pins tolérants au feux de surfaces (fire-tolerator) et en pins adaptés aux feux de cime (fire-embracer).
Les pins tolérants aux feux de surface étaient exposés à de fréquents incendies de faibles intensités, ils se sont adaptés avec une plus grande croissance en hauteur, en augmentant l'épaisseur de leur écorce et en élaguant naturellement leurs branches basses (Pinus pinea, Pinus pinaster en Europe, Pinus sylvestris en Eurasie et Pinus ponderosa en Amérique du Nord). Cette adaptation s'est concrétisée durant le Paléocène. Ces pins ont de longues aiguilles, la litière qui en résulte privilégiant les feux de surface et n'étant pas propice aux feux de cimes.
Les pins adaptés aux intenses feux de cime ne résistent pas à l'incendie lui même mais sauvegardent leur population grâce à leurs cônes (Pinus halepensis, Pinus brutia en Méditerranée, Pinus contorta, Pinus banksiana, Pinus attenuata en Amérique). Les cônes restent attachés aux branches hautes et s'ouvrent lorsqu'ils ont été attaqués par le feu (sérotinie). Ces pins ont une écorce fine, des branches basses favorisant le propagation du feu et des aiguilles plus courtes que les pins tolérants au feu. Ce type d'adaptation serait plus tardif que celui des pins tolérants aux incendies, elle se serait produite de l'Oligocène au milieu du Miocène, suggérant que ces périodes auraient connu un accroissement des incendies.

### Distribution naturelle actuelle

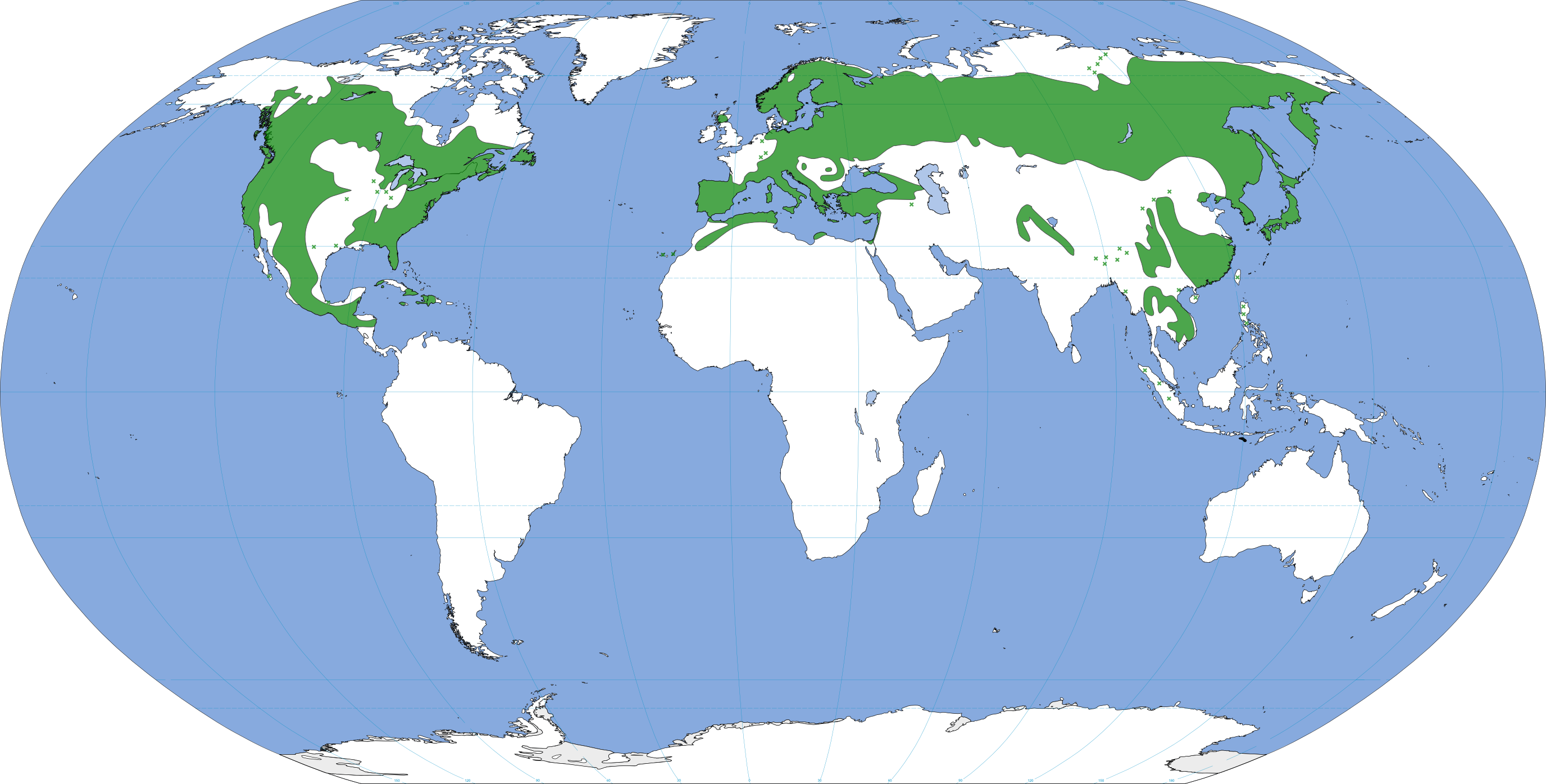
Carte de répartition (en vert) des espèces du genre Pinus.

La répartition géographique de ce genre est très vaste. On les trouve dans des régions assez variées, mais surtout dans les zones à climat tempéré-froid de l'hémisphère boréal, où ils occupent tous les étages de végétation de la taïga, du niveau de la mer jusqu'à la limite supérieure des forêts, même en terrain en permanence gelé. La plupart des forêts boréales ne sont dominées que par quelques espèces de conifères, l'épicéa principalement (Picea abies ou Épicéa commun) sur les sols plus humides, et les pins (Pinus sylvestris ou Pin sylvestre) sur les terrains plus secs.
Selon le principe de l'allocation des ressources qui reflète l'existence de compromis évolutifs entre différents traits biologiques, la longévité des ligneux est inversement corrélée avec leur taux de croissance. Chez les pins, elle est corrélée à la résistance du bois à la pourriture fongique. Les espèces pionnières qui colonisent des niches favorables, peuvent investir dans une croissance rapide, mais lorsqu'elles atteignent leur taille maximum et que leur croissance est ralentie, elles sont attaquées par cette pourriture. Si elles colonisent des sites moins favorables (froid, sécheresse), l'activité fongique plus limitée leur permet une croissance lente et une grande longévité,.

## Systématique

### Place au sein de la famille des Pinacées
Le statut de genre monophyllétique des pins n'est pas contesté. Ils diffèrent clairement des autres genres du groupe. On connait depuis longtemps leurs spécificités morphologiques: Le nombre de leurs cotylédons, le groupement de leurs aiguilles en fascicules de 2 à 5, leur monoécie, la position de leurs graines par rapport aux écailles. Des études génétiques ont confirmé cette position[réf. souhaitée].

### Classification interne
On sépare généralement le genre Pinus en deux grands sous-groupes: Les pins à bois durs (Diploxylon) et les pins à bois souple (Haploxylon). Les Diploxylon ont leurs aiguilles fasciculées par deux, trois ou cinq et les fascicules vasculaires de leurs aiguilles sont pairées, tandis que les Haploxylon ont des aiguilles toujours fasciculées par cinq et que leurs fascicules vasculaires sont solitaires. Leurs cônes sont en général plus allongés et moins durs.
Au niveau taxinomique, les deux groupes sont considérés comme des sous-genres : Les pins à bois durs sont regroupés dans le sous-genre Pinus et ceux à bois doux dans le sous-genre Strobus.
Pinus krempfii a été un temps considéré comme ne faisant partie d'aucun des deux groupes, sur base de ses feuilles très différentes des aiguilles des autres pins; il a alors été classifié tout seul dans le sous-genre Ducampopinus. Cependant les études les plus récentes basées sur des analyses moléculaires considèrent que cette différence ne reflète pas un éloignement évolutif réel et que Pinus krempfii doit être intégré au sous-genre Strobus.
Au sein d'une même espèce, on peut parfois observer des différences d'anatomie et d'écologie. Certaines de ces différences sont simplement le résultat d'adaptations locales, d'autres sont issues d'une différenciation datant du Pléistocène. En effet la glaciation a à cette époque contraint les différentes espèces de pins (et d'arbres en général) à se réfugier dans de petites zones séparées les unes des autres, qui seules offraient encore des conditions viables pour la végétation forestière.

## Utilisations, intérêt économique

### Bois d'œuvre et pâte à papier
Le pin est un bois d'œuvre apprécié pour divers usages industriels (pâte à papier, comme bois d'œuvre, pour l'ameublement, les parquets et lambris, bois de mine et poteaux télégraphiques, meubles, etc). Parce qu'il a abondamment été utilisé comme essence de reboisement à croissance rapide (en dépit du fait que ces boisements brûlent bien), son prix est accessible. Sempervirent, il est aussi utilisé comme arbre d'ornement.

### Gemme
La résine de pin (gemme) de certaines espèces est exploitée, essentiellement pour la production d'essence de térébenthine et de colophane.

### Usages alimentaires
L'écorce et/ou l'aubier de différents pins (Pin sylvestre, Pin d'Alep) étaient parfois donnés en nourriture au bétail.[réf. nécessaire]
Gemme : La résine de pin, facile à récolter, peut être infusée ; elle entrait ainsi dans la composition du clacquesin, une liqueur populaire à la fin du XIXe siècle.
Le cambium : séché et broyé, il donne une farine panifiable servant à faire un « pain d'écorce » notamment consommé dans les familles scandinaves pauvres jusqu'au début du XXe siècle. 

Selon l'ethnobotaniste François Couplan, en Europe du nord et centrale, le cambium de pin sylvestre était ainsi récolté, séché, broyé et mangé mélangé à des farines de céréales (avoine notamment) en pain ou galettes ou bouilli. La recette la plus ancienne connue de « pain suédois », datée de l'an 400 environ, en contenait. Et les Vikings mangeaient des galettes de farine de pois (Pisum sativum subsp. arvense) mélangées à du cambium de pin sylvestre. Jusqu'à récemment, en Laponie, le peuple Saami mangeait couramment le cambium de pin. Les Amérindiens mangeaient, eux, le cambium de P. contorta (frais ou sec), et celui récolté sur le bas du tronc était réputé le meilleur.
Les pousses peuvent être mangées (comme celles de certains autres conifères), alors souvent hachées dans des salades ou utilisées pour faire des sirops et des desserts, mais leur saveur est plus fade que chez d'autres résineux. Dans les régions méditerranéennes et au Portugal les pousses de Pin parasol (Pinus pinea) étaient ainsi mangées, et elles faisaient partie des ingrédients de ratafias (liqueurs à base de noix verte). Celles du Pin mugo (Pinus mugo) étaient récoltées dans les reliefs de l'Europe centrale, des Balkans, des Apennins, ou au nord de l'Europe. Une recette consistait à les exposer au soleil dans un bocal durant 2 mois, pour en faire, après filtration, un sirop sucrant pour les infusions et le lait chaud, réputé aussi soigner la toux. Les Polonais conservaient les pousses de P. sylvestris dans du sucre, également pour faire un sirop contre la toux et les refroidissements. Jusqu'au début des années 1900, les pousses de pins, séchées et moulues étaient parfois ajoutées à la farine de seigle, d'orge et de pois pour faire des pains.
Les inflorescences : les fleurs mâles sont comestibles (crues ou cuites) ; riches en pollen, elles étaient appréciées pour leur goût agréable ; celles de P. pinea étaient mangées autour de la Méditerranée, alors que celles de P. cembra l'étaient dans les Alpes et les Carpathes et en Asie. C'était un aliment courant en Pologne jusqu'à la fin des années 1800.

 les parties femelles sont les cônes (ou « pignes ») qui, récoltés jeunes, ont servi à aromatiser des liqueurs ou plus simplement comme le faisaient les Savoyards à aromatiser l'eau de boisson (en y laissant tremper de jeunes cônes de Pin sylvestre, dits « povots ») ; dans cette région le chef cuisinier Marc Veyrat les utilise aussi encore comme espèce aromatique en cuisine.
Les graines, notamment celles du pin parasol, dites pignons de pins, très nutritives et légèrement sucrées sont comestibles ; elles ont été mangées (et le sont encore) presque partout où poussaient les pins dans les zones tempérées et froides de l'hémisphère nord ; elles ont même constitué le socle de l'alimentation de certaines ethnies amérindiennes des montages du Sud-ouest des États-Unis et du nord du Mexique, ainsi que par certaines populations sibériennes qui en faisaient leur aliment de base en hiver. Plus au sud, en zone méditerranéenne P. pinea était localement cultivé pour les pignons (c'est le pin qui produit en Europe les plus grosses graines : jusqu'à 2 × 1 cm). Ces pignons étaient collectés au sol (où les écureuils, oiseaux granivores et divers rongeurs les recherchent aussi activement) ou à partir de cônes récoltés juste avant maturité et ouverts par séchage au-dessus d'un feu. 

Les Tunisiens broyaient les graines de pin d'Alep et les délayaient dans du lait pour faire, après ajout de sucre, une crème liquide servie en dessert, notamment lors du Ramadan. Elles étaient si recherchées, que localement les pinèdes ne parvenaient plus à se régénérer. En Pologne où le pin parasol est naturellement absent, jusqu'au début des années 1900 on récoltait les graines du pin cembra (légèrement plus petites : 1,8 mm), consommées grillées ou utilisées comme source d'huile alimentaire. Les Turcs, Crétois et Calabrais appréciaient, eux, les graines de P. brutia et en Europe des graines plus petites étaient récoltées sur P. heldreichii, P. leucodermis, P. nigra et P. pinaster. 

Actuellement le plus souvent importées de Chine et récoltées sur plusieurs essences de pins à grosses graines, les « pignons » sont principalement utilisés en pâtisserie et confiserie, et pour faire des pestos. Il est possible d'en extraire de l'huile comestible, comme on le faisait par exemple en Savoie. Ils peuvent aussi être simplement mangés crus ou grillés après retrait de leur enveloppe… Ils ont parfois un soupçon de goût de térébenthine, et rancissent assez vite à l'air libre. 

Un centre anti-poison a suspecté en 2010 que la consommation de graines d'autres espèces pourrait provoquer une dysgueusie (perte de goût) retardée et provisoire,

### Usages médicinaux
La gemme a des usages médicinaux. Le pin est réputé expectorant, et vulnéraire en usage externe. La térébenthine a été utilisée comme antiseptique, simulant, expectorant et diaphorétique, mais à forte dose ou chez les personnes qui y sont sensibles, elle affecte négativement le système rénal. 

Son essence (essence de térébenthine) est antiseptique, vermifuge et rubéfiante. Son huile essentielle, balsamique, antiseptique et riche en limonène est aussi réputée éloigner les insectes. 

Du bois on extrait aussi (par distillation) le goudron de Norvège, aux propriétés balsamiques et antiseptiques.
Les bourgeons de pin, très résineux, ont aussi une utilisation médicinale, comme balsamiques et diurétiques, transformés notamment en sirops et pastilles.

## Aspects culturels

### Étymologie
« Pinus » est le nom donné par les latins au Pin d'Alep qui désigne par métonymie l'ensemble des espèces du genre. Ce mot provient de la racine indo-européenne pi qui a donné des noms se rapportant à la poix tels que πίττα / pítta  et πίσσα / píssa  en grec ancien, ainsi que pix et picis en latin. En grec ancien, πίτυς / pítus désigne le Pin d'Alep, ce qui a donné pinus en latin et « pin » en français.
Une grande variété de noms français a pour origine le nom pin, tels que pinard et pinot gris et Pinot noir, par rapport à la disposition des grains dans la grappe de raisin ; glande pinéale, lié à sa forme conique ou encore péniche, liée à une autre signification du mot latin pinus désignant déjà en Rome antique un bateau fait de bois de pin.
Dans les langues germaniques, Kiefer provient d'un ancien nom du pin Kien, signifiant « bâton résineux » et de Föhre provenant du norrois Forha qui désigne également le pin. Ce dernier nom a donné le mot fir en anglais pour nommer le sapin. Dans cette dernière langue, pineapple (littéralement « pomme de pin ») désigne l'ananas par comparaison morphologique avec les pommes de pin, qui elles sont nommées pinecone. Dans la même démarche, l'espagnol piña, qui a donné le cocktail piña colada, désigne aussi bien la pomme de pin que l'ananas. Dans cette langue, de nombreuses métaphores utilisent le pin, comme hacer el pino (« faire le poirier ») et pinpoyo (littéralement « petit pin ») signifiant « jeune enfant ».

### Patronymes évoquant le pin
Dupin comme Amantine Dupin, Delpi, Pignon comme François Pignon, Pinot, Pinel, Pignol

### Toponymes évoquant le pin
La Baule-les-Pins, La Breille-les-Pins, Brette-les-Pins, Cuges-les-Pins, Juan-les-Pins, Kerfany-les-Pins, Nans-les-Pins, Le Pin-au-Haras, Pressigny-les-Pins, Quend-Plage-les-Pins, Roquefort-les-Pins, Saint-Brevin-les-Pins, Saint-Jacut-les-Pins, Saint-Jean-du-Pin, Sausset-les-Pins, Thorée-les-Pins, La Tour-du-Pin.

### Au Japon
Dans le jeu de cartes traditionnel japonais Hanafuda, des branches de pin sont représentées sur la série des 4 cartes du mois de janvier.

### Mathématiques
κῶνος, kônos  (« cône ») est le nom en grec ancien de la pomme de pin qui a donné son nom à la forme géométrique. Les pommes de pin suivent la suite de Fibonacci qui consiste en une suite logique dans laquelle les nombres résultent de l'addition des deux précédents (1,2,3,5,8,13,21,34,...). La double spirale des pommes de pin est systématiquement composée de 8 écailles dans un sens et de 13 dans l'autre, tout comme l'ananas. Par comparaison, les cônes d'Épicéas (ou Épinettes au Québec) comportent une spirale 5 écailles dans un sens et de 8 dans un autre, tandis que ceux des Séquoïas sont composés de spirales en 3 et 5.

### Liste des pins par ordre alphabétique des noms scientifiques
Selon Aljos Farjon :
- Pinus amamiana Koidz.
- Pinus albicaulis Engelm.
- Pinus aristata Engelm.
- Pinus arizonica Engelm.
- Pinus armandii Franch.
- Pinus attenuata Lemmon
- Pinus ×attenuradiata Stockwell et Righter
- Pinus ayacahuite Ehrenb.
- Pinus balfouriana Grev. et Balf.
- Pinus banksiana Lamb.
- Pinus bhutanica Grierson et al.
- Pinus brutia Tenore
- Pinus bungeana Zucc.
- Pinus californiarum D.K. Bailey
- Pinus canariensis C. Smith
- Pinus caribaea Pierre Marie Arthur Morelet
- Pinus cembra L.
- Pinus cembroides Zucc.
- Pinus clausa (Chapman ex Engelm.) Vasey ex Sarg.
- Pinus contorta Dougl. ex Loud.
- Pinus coulteri D. Don
- Pinus cubensis August Heinrich Rudolf Grisebach
- Pinus culminicola Andresen et Beaman
- Pinus dalatensis Ferré
- Pinus densata Mast.
- Pinus densiflora Siebold et Zucc.
- Pinus devoniana Lindl
- Pinus discolor D.K. Bailey et Hawksworth
- Pinus douglasiana Martinez
- Pinus durangensis Martinez
- Pinus echinata P. Mill.
- Pinus edulis Engelm.
- Pinus elliottii Engelm.
- Pinus engelmannii Carr.
- Pinus fenzeliana hand.-Mazz
- Pinus flexilis James
- Pinus gerardiana Wall et D.Don
- Pinus glabra Walt.
- Pinus greggii Engelm. ex Parl.
- Pinus halepensis P. Mill.
- Pinus hartwegii Lindl.
- Pinus hwangshanensis W.Y.Hsia
- Pinus heldreichii H.Christ.
- Pinus henryi H.Christ.
- Pinus herrerae Martinez
- Pinus jaliscana Perez de la Rosa
- Pinus jeffreyi Grev. et Balf
- Pinus kesiya Royle ex Gordon
- Pinus krempfii Lecomte
- Pinus koraiensis Siebold et Zucc.
- Pinus lambertiana Dougl.
- Pinus latteri Nason
- Pinus lawsonii Dougl.
- Pinus leiophylla Schiede et Deppe
- Pinus longaeva D.K. Bailey
- Pinus luchuensis Mayr
- Pinus lumholtzii R.L. Rob et Fernald
- Pinus luzmariae Perez de la Rosa
- Pinus massoniana Lamb.
- Pinus maximartinezii Rzed.
- Pinus maximinoi H.E.Moore
- Pinus merkusii Junghuhn et Vriese ex Vriese
- Pinus monophylla Torr. et Frém.
- Pinus montezumae Lamb.
- Pinus monticola Dougl. ex D. Don
- Pinus morrisonicola Hayata
- Pinus mugo Turra
- Pinus muricata D. Don
- Pinus ×murraybanksiana Righter et Stockwell
- Pinus nelsonii Shaw -
- Pinus nigra Arnold
- Pinus occidentalis Olof Peter Swartz
- Pinus oocarpa Schiede ex Schltdl.
- Pinus palustris P. Mill.
- Pinus parviflora Siebold et Zucc.
- Pinus patula Schiede ex Schltdl. et Cham.
- Pinus pinaster Soland., non Ait.
- Pinus pinceana Gordon
- Pinus pinea L.
- Pinus ponderosa P.et C. Lawson
- Pinus praetermissa Styles et McVaugh
- Pinus pringlei Shaw
- Pinus pseudostrobus L.
- Pinus peuce Griseb.
- Pinus pungens Lamb.
- Pinus occidentalis Sw.
- Pinus quadrifolia Parl. ex Sudworth
- Pinus radiata D. Don
- Pinus remota (Little) D.K. Bailey et Hawksworth
- Pinus resinosa Soland.
- Pinus rigida P. Mill.
- Pinus ×rigitaeda Kartesz et Gandhi
- Pinus roxburghii Sarg.
- Pinus rzedowskii Madrigal et M.Caball.
- Pinus sabiniana Dougl. ex Dougl.
- Pinus serotina Michx.
- Pinus sibirica Du Tour
- Pinus ×sondereggeri H.H. Chapman
- Pinus squamata X.W.Li
- Pinus strobiformis Engelm.
- Pinus strobus L.
- Pinus sylvestris L.
- Pinus tabuliformis Carrière
- Pinus taeda L.
- Pinus taiwanensis Hayata
- Pinus tecunumanii Eguiluz et J.P.Perry
- Pinus teocote Shiede ex Schltdl. et Cham.
- Pinus thunbergiana Franco
- Pinus thunbergii Parl.
- Pinus torreyana Parry ex Carr.
- Pinus tropicalis Morelet
- Pinus uncinata Ramond ex DC.
- Pinus virginiana P. Mill.
- Pinus yunnanensis Franch.
- Pinus wallichiana A.B.Jacks
- Pinus wangii Hu et W.C.Cheng
- Pinus washoensis Mason et Stockwell